# Last Night on Earth
Last Night on Earth – piosenka rockowej grupy U2, pochodząca z jej wydanego w 1997 roku albumu, Pop. Została wydana jako trzeci singel promujący tę płytę. Utwór zawiera fragmenty pochodzące z „Trayra Boia”, której autorkami były Naná Vasconcelos i Denise Milan.
Teledysk do utworu został nakręcony w Kansas City, Missouri, przez Richie Smytha.
„Last Night on Earth” nagrane na żywo znalazło się na wideo Popmart: Live from Mexico City, a później ten sam występ w wersji audio został umieszczony na singlu „Elevation” w 2001 roku.

## Lista utworów

### Wersja 1
1. „Last Night on Earth” (wersja singlowa) – 4:14
  - Zmikowane przez Roba Kirwana i Howarda Bernsteina.
2. „Pop Muzik” (Popmart Tour Mix) (Robin Scott) – 8:50
  - Zmiksowane przez Steve’a Osbourne’a.
3. „Happiness Is a Warm Gun” (The Gun Mix) (Lennon/McCartney) – 4:46
  - Zmiksowane przezRoba Kirwana, Flooda i Howarda Bernsteina; zremiksowane przez Joe Chicarelliego i Johna X.

Najbardziej powszechne wydanie na CD. Wydanie amerykańskie i kanadyjskie zawierało także utwór „Numb” (The Soul Assassins Mix). Wydanie na kasetach magnetofonowych zawierało tylko dwie pierwsze piosenki.

### Wersja 2
1. „Last Night on Earth” (First Night in Hell Mix) – 5:50
  - Zmiksowane przez Roba Kirwana i Howarda Bernsteina.
2. „Numb” (The Soul Assassins Mix) – 3:58
  - Zremiksowane przez Soul Assassins.
3. „Happiness Is a Warm Gun” (The Danny Saber Mix) (Lennon/McCartney) – 4:51
  - Zmiksowane przez Roba Kirwana, Flooda i Howarda Bernsteina; zremiksowane przez Danny’ego Sabera.
4. „Pop Muzik” (Pop Mart Mix) (Scott) – 8:50
  - Zmiksowane przez Steve’a Osbourne’a.

Drugie wydanie na CD. Jedyna wersja „Last Night on Earth” zawarta na tym albumie była instrumentalnym remiksem.

## Twórcy
- Bono – wokale główne, gitara
- The Edge – gitara, syntezator, chórki
- Adam Clayton – gitara basowa
- Larry Mullen – perkusja

## Pozycje na listach
| Kraj/lista                                 | Pozycja |
| ------------------------------------------ | ------- |
| Kanada (Canadian Singles Chart)            | 9       |
| Wielka Brytania (UK Singles Chart)         | 10      |
| Stany Zjednoczone (Modern Rock Tracks)     | 11      |
| Stany Zjednoczone (Mainstream Rock Tracks) | 18      |
| Australia (ARIA Charts)                    | 32      |
| Stany Zjednoczone (Billboard Hot 100)      | 57      |